# Pontelagoscuro (stacja kolejowa)
Pontelagoscuro (wł: Stazione di Pontelagoscuro) – stacja kolejowa w Ferrarze, w regionie Emilia-Romania, we Włoszech. Znajdują się tu 2 perony. Została otwarta w 1945. Jest zarządzana przez Rete Ferroviaria Italiana.
| Pontelagoscuro        |  |         |
| Linia Padwa - Bolonia |  |         |
| Occhiobello           |  | Ferrara |